# Поділ Кореї

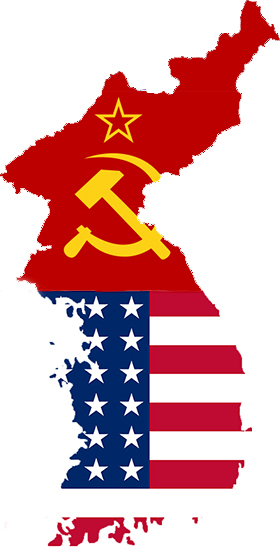
Розділена Корея

Розділення Кореї на КНДР і Республіку Корея відбулося у 1945 році після поразки Японії, яка до цього правила Кореєю, у Другій Світовій Війні. США і СРСР підписали угоду про спільне управління країною. Лінія розділу зон впливу двох наддержав пройшла по 38-й паралелі. Після Корейської війни (1950—1953) дві молоді держави були розділені демілітаризованою зоною.

## Історичні передумови

### Анексія Кореї Японією (1910—1945)
Після закінчення Російсько-японської війни у 1905 році Корея потрапила під протекторат Японії і у 1910 році була нею анексована.

### Друга світова війна (1939—1945)
У листопаді 1943 року Франклін Рузвельт, Вінстон Черчилль і Чан Кайші зустрілися на Каїрській конференції для обговорення долі японських колоній і прийшли до домовленості, що Японія повинна позбутися всіх територій (зокрема й Кореї), захоплених нею за допомогою воєнного втручання.
Наприкінці другої світової війни у серпні 1945 року доля Кореї ще не була зрозумілою. Однак у США бачили спроби СРСР поширити вплив у Республіці Корея і установити там свій уряд. Побоюючись цього, американці вирішили прискорити вжиття заходів з розповсюдження свого впливу. 10 серпня 1945 року двом молодим офіцерам — Діну Раску і Чарльзу Бонстілу було дане завдання створити американську окупаційну зону. Було прийняте рішення, що її кордоном з КНДР буде 38 паралель північної широти. Це рішення було записане у наказ номер один повоєнної Японії.
У цей час мешканці Кореї намагалися заповнити адміністративний вакуум у країні. 6 вересня 1945 року у Сеулі був скликаний конгрес представників як вищий законодавчий орган країни. До уряду увійшли в основному ліві сили.

## Після Другої світової війни

### Республіка Корея
7 вересня 1945 року генерал Макартур оголосив Джона Ходжа воєнним представником США у Республіці Корея, на наступний день війська Ходжа висадились в Інчхоні. «Тимчасовий уряд Республіки Корея» надіслав їм назустріч делегацію з трьома перекладачами, однак делегація прийнята не була.
Управління країною, на відміну від Японії, перейшло у руки військових. У адміністративній системі країни з приходом американців змінилося не багато — чиновники, котрі працювали ще під час японської окупації, залишилися на своїх постах. Японські офіційні особи продовжували працювати в країні до 1946 року.
Американська влада з підозрою відносилися до самопроголошеного Тимчасового уряду, вважаючи його надто лівим, тому прихильно ставились до антикомуністичного руху в країні. У серпні 1948 року його лідер, Лі Син Ман, став президентом Республіки Корея, і американські війська покинули півострів.

### КНДР
У серпні 1945 року у КНДР було установлено «Радянське цивільне управління». У лютому 1948 року був сформований тимчасовий уряд (Тимчасовий Народний Комітет Північної Кореї) з головою Кім Ір Сеном. Радянські війська покинули півострів у 1948 році.

## Спірна територія Жовтого моря
Сухопутна лінія розмежування була узгоджена і визнана сторонами конфлікту. Однак у Жовтому морі лінія розмежування не була узгоджена. Республіка Корея контролює ряд островів уздовж узбережжя КНДР і вважає води навколо островів, своїми. Північна Корея не заперечує належність островів Республіки Корея, але вважає морську зону навколо островів своєю. Як наслідок, обидві сторони вважають перебування кораблів іншої держави у цьому район порушенням кордону з відповідними наслідками у вигляді конфліктів, які доходять до військових сутичок. Ситуація ускладнюється регулярними військовими навчаннями південнокорейських сил і ВМФ США у спірному регіоні. КНДР сприймає навчальні стрілянини, як обстріли своїх суверенних теренів.

## Перспективи об'єднання
Наприкінці 1980-х років, президент КНДР Кім Ір Сен запропонував організувати на кшталт об'єднаної корейської держави — Демократичну Конфедеративну Республіку Кореї.
У грудні 1991 року у Сеулі було підписано Угоду про примирення і ненапад, співпрацю і обмін між Північчю і Півднем. У цій Угоді особливо зазначалось, що ставлення між КНДР і Республікою Корея не звичайні міждержавні, які тимчасово склалися, а такі котрі скластися у ході просування до об'єднання. Сторони взяли на себе обов'язки відмовитися від воєнно-політичної конфронтації, забезпечити розрядку і мир, сприяти загальнонаціональним інтересам. Було вирішено сформувати Сучасну воєнну комісію Півночі і Півдня, по розробці мір воєнного довіри. Угода передбачала економічну співпрацю, передусім у освоєнні ресурсів, товарообміні, сучасних інвестиціях, з ціллю пропорційного розвитку національної економіки і підвищення добробуту всієї корейської нації. Було висловлене намір сторін забезпечити вільне пересування і контакти людей, листування, зустрічі, об'єднання розділених сімей і родичів. Пропонувало також відновити перервані залізничні і шосейні дороги, відкрити водні і повітряні шляхи.
Незадовго до цього, у вересні 1991 року, обидві країни були прийняті до ООН.
Починаючи з цього часу, КНДР і Республіка Корея роблять дуже невеликі кроки до об'єднання, у сенсі обмежених представницьких і культурних контактів між населенням, рішення технічних питань по стикуванню інфраструктур, спільні виступи у деяких видах великого спорту (на Чемпіонаті світу по настільному тенісу 1991 року, виступала поєднана корейська команда), на культурних заходах тощо.